# Stekelzaad
Het Stekelzaad (Lappula squarrosa) is een kleine een- tot tweejarige kruidachtige plant in de ruwbladigenfamilie (Boraginaceae). In de Benelux komt de plant voornamelijk in de duinen voor, hierbuiten is ze zeldzaam geworden. De plant is een adventief uit Zuid-Europa en Noord- en Zuid-Azië.
De plant wordt 10-50 cm hoog. De bladeren zijn zittend aan de stengels bevestigd en grijsachtig behaard.
De kleine blauwe bloemen hebben geelachtige keelschubben en een doorsnee van 2-4 mm. De normale bloeitijd valt in juni en juli, maar zij kan doorbloeien tot september.
De nootjes zijn stekelig behaard. De botanische naam Lappula is een verkleinwoord van Latijn lappa : klit, de vruchtjes klitten.

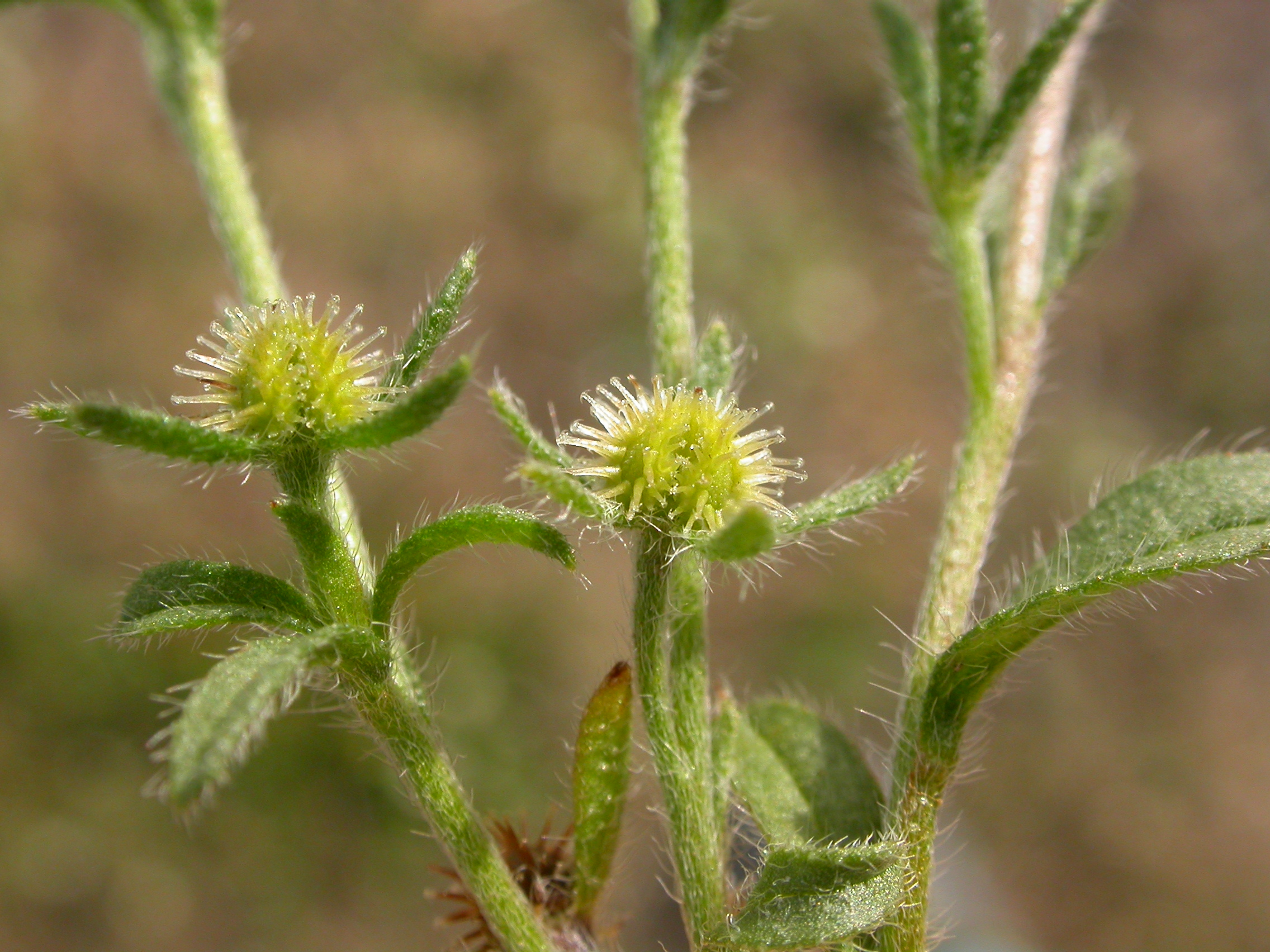
Nootjes

De plant is voedselplant voor de bladmineerders Chromatomyia horticola en Agromyza abiens.